# Tuszyma (przystanek kolejowy)
Tuszyma, do 2019 Przecław Tuszyma – przystanek kolejowy w Tuszymie, w województwie podkarpackim, w Polsce.

## Ruch pasażerski
| Rok  | Wymiana pasażerska na dobę |
| ---- | -------------------------- |
| 2017 | –                          |
| 2022 | 20-49                      |

## Historia
Przystanek kolejowy nazywany także Przecław-Pikułówka został zbudowany jako stacja kolejowa w 1906 roku . W czasie II wojny światowej w dniu 2 września 1939 roku niemieckie lotnictwo dokonało nalotu na stację , a w lutym 1941 roku grupa sabotażowa Stanisława Doliny z Mielca dokonała wykolejenia jadącego przez tę stację pociągu . W 1972 roku nazwa przystanku została zmieniona na Tuszyma , ale z powodu protestu mieszkańców Przecławia została przywrócona przystankowi poprzednia nazwa . Do 1990 roku funkcjonowała tutaj bocznica kolejowa . W latach 2009–2021 przez przystanek przejeżdżały tylko pociągi towarowe, gdyż ruch pasażerski został zawieszony w 2009 roku. 20 września 2017 roku spółka PKP Polskie Linie Kolejowe S.A. ogłosiła przetarg na zaprojektowanie i wykonanie robót budowlanych na linii kolejowej na odcinku Mielec – Dębica w ramach projektu pod nazwą „Rewitalizacja linii kolejowej nr 25 na odcinku Padew – Mielec – Dębica”, przy której znajduje się przystanek. 12 września 2018 roku spółka PKP Polskie Linie Kolejowe S.A. ogłosiła, że przetarg na zaprojektowanie prac budowanych na odcinku Mielec – Padew Narodowa oraz zaprojektowanie i wykonanie robót budowlanych na linii kolejowej na odcinku Mielec – Dębica w ramach projektu pod nazwą „Rewitalizacja linii kolejowej nr 25 na odcinku Padew – Mielec – Dębica” wygrało Przedsiębiorstwo Napraw i Utrzymania Infrastruktury Kolejowej w Krakowie Sp. z o.o., z którym 17 października 2018 roku spółka PKP Polskie Linie Kolejowe S.A. podpisała umowę na realizację inwestycji. 1 marca 2019 roku nastąpiło rozpoczęcie prac remontowych na linii kolejowej nr 25 na odcinku Mielec - Dębica, przy którym znajduje się przystanek. W grudniu 2019 roku rada miejska w Przecławiu, na wniosek mieszkańców wsi Tuszyma, podjęła decyzję o ustaleniu nowej nazwy dla przystanku kolejowego, która została zmieniona po zakończeniu prac remontowych z Przecław-Tuszyma na Tuszyma. Wiosną 2020 roku rozpoczęły się prace przy budowie przystanku. 26 sierpnia 2020 roku Naczelnik Działu Eksploatacji i Infrastruktury Pasażerskiej – Zakładu Linii Kolejowych w Rzeszowie Krzysztof Leszkowicz poinformował o wznowieniu ruchu kolejowego towarowego na odcinku Mielec – Kochanówka Pustków, przy którym znajduje się przystanek z dniem 1 września 2020 roku. 3 września 2020 roku przejechały pierwsze pociągi towarowe nowym torem na tym odcinku. 1 września 2021 roku, po 12-letniej przerwie został wznowiony ruch pociągów pasażerskich na linii kolejowej z Dębicy do Mielca, przy której znajduje się przystanek. 15 grudnia 2024 przywrócono kursy pociągów pasażerskich przejeżdżających przez przystanek kolejowy na odcinku Tarnobrzeg–Mielec–Dębica.